# 나인뮤지스
나인뮤지스(9MUSES)는 스타제국 소속의 대한민국의 걸 그룹이었다.

## 활동

### 2009-10: 결성
2009년 4월 8일 소속사 스타제국은 Mnet 예능 프로그램 《제국의 아이들》 기자 간담회에서 걸 그룹 나인뮤지스를 제작할 것을 공개하였으며, 나인뮤지스의 구성과 활동 계획을 밝혔다. 나인뮤지스는 그리스 신화에 등장하는 제우스의 딸 중 시, 음악, 무용 등 예술과 관련한 9명의 여신인 뮤즈를 의미한다.
2009년 Mnet 예능 프로그램 《제국의 아이들》에서 한수린, 김유리, 세라, 이샘, 경리, 성아, 빅토리아, 강소연, 재경을 A팀, 이은빈, 비니, 조윤경, 채수민, 한세인을 B팀으로 하여 각각 9명, 6명씩 총 15명 중 대결로 9명이 뽑혀 데뷔를 하는 형식으로 데뷔할 것으로 밝혔다. 그러나 Mnet 예능 프로그램 《제국의아이들 리턴즈》에서 나인뮤지스 1기 사실상 해체를 결정하면서 모두 무산되었다. 그리고 회사에 남아있던 세라, 이샘, 재경, 비니과 새로운 멤버 5명으로 새 멤버 구성을 하여 현재의 나인뮤지스가 데뷔하게 되었다. 또한 경리는 2012년 1월에, 성아는 2013년 1월에 새 멤버로 다시 나인뮤지스에 합류하게 되었다.
2010년 4월 14일 나인뮤지스는 소속사 스타제국의 서인영과 함께 SBS 드라마 《검사 프린세스》의 OST 〈Give Me〉에 참여하였다. 또한 OST 발매 전, 나인뮤지스는 서인영과 함께 서울특별시 양천구 목동 SBS 사옥에서 진행된 《검사 프린세스》의 제작발표회에서 〈Give Me〉를 공개하였다. 4월 15일 나인뮤지스는 LG전자의 굿 모니터링 위젯 서비스의 모델로 발탁되어 굿 모니터링 걸로 활동하였다. 5월 20일 나인뮤지스는 소속사 스타제국의 제국의아이들과 함께 서울특별시 마포구 상암동 월드컵경기장에서 진행된 《2010 사랑한다 대한민국 드림콘서트》에서 공연하였다. 2010년 7월 22일 나인뮤지스는 잡지 《맥심》의 표지모델로 발탁되며 공식 활동에 들어갔으며, 다른 걸 그룹들에 비해 유달리 큰 평균 신장을 가진 것이 알려져 실시간 검색 순위에 오르는 등 화제가 되기도 하였다.

### 2010-11: 데뷔하고 흥행 실패

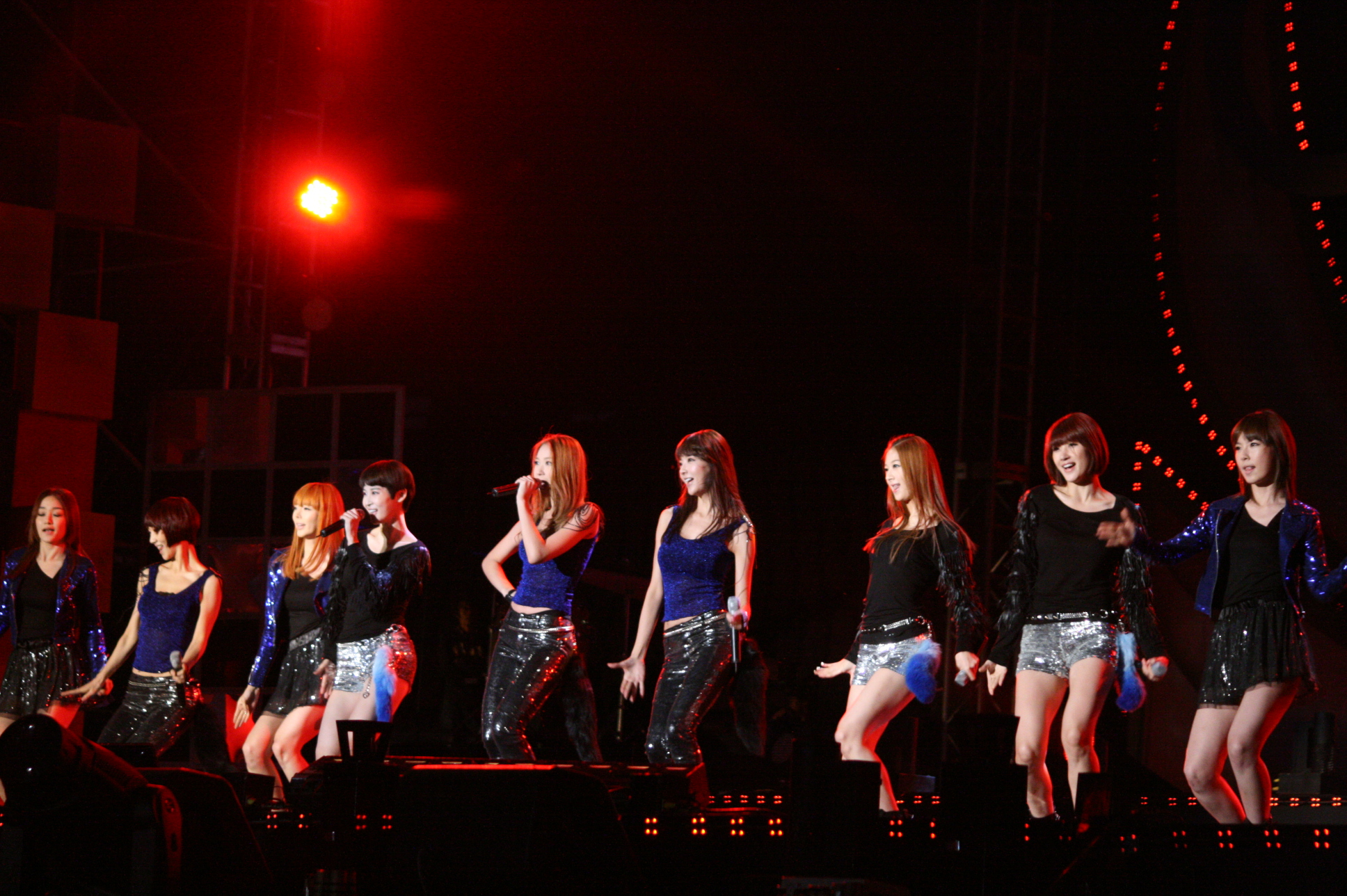
2010년 아시아 송 페스티벌에서 나인뮤지스.

2010년 8월 2일 나인뮤지스의 소속사 스타제국은 나인뮤지스가 8월 12일 데뷔 싱글을 발매할 것을 밝혔다. 8월 3일 나인뮤지스는 다음 공식 팬카페를 통해 데뷔 싱글 《Let's Have A Party》의 앨범 자켓 이미지를 공개하였다. 또한 소속사 스타제국 측은 나인뮤지스에 관해 "나인뮤지스는 결성 당시부터 가수, MC, 모델, 연기자 등 다방면에서 활발한 활동을 펼치던 멤버들을 선정해 '만능 엔터테인먼트 그룹'을 지향하는 팀을 꾸렸다"며 "나인뮤지스라는 이름 자체가 하나의 브랜드가 되어 새로운 스타들을 배출하는 하나의 등용문으로 자리매김하는 것을 목표로 하고 있다"고 전했다. 이어 "나인뮤지스는 결성 당시부터 총 12명의 체제로 구성돼 있었으며 실질적으로는 총 9명이 활동해왔다"며 "하였다. 8월 12일 나인뮤지스는 Mnet 《엠카운트다운》에서 최초 공개된 후 약 3주 간의 활동기를 가졌다. 〈No Playboy〉 활동을 마무리하고 잠시 휴식기를 가지던 2010년 10월 14일 멤버 재경이 나인뮤지스 팀 활동을 잠정 중단하고 당분간 모델 활동에 전념할 예정이라고 밝혔다. 이와 동시에 나인뮤지스는 멤버 현아를 새로 영입하였다. 10월 23일 나인뮤지스는 MBC 《쇼! 음악중심》을 통해 후속곡 〈Ladies〉를 방송으로 공개하였으며 약 3주 간의 짧은 활동기를 가졌다.

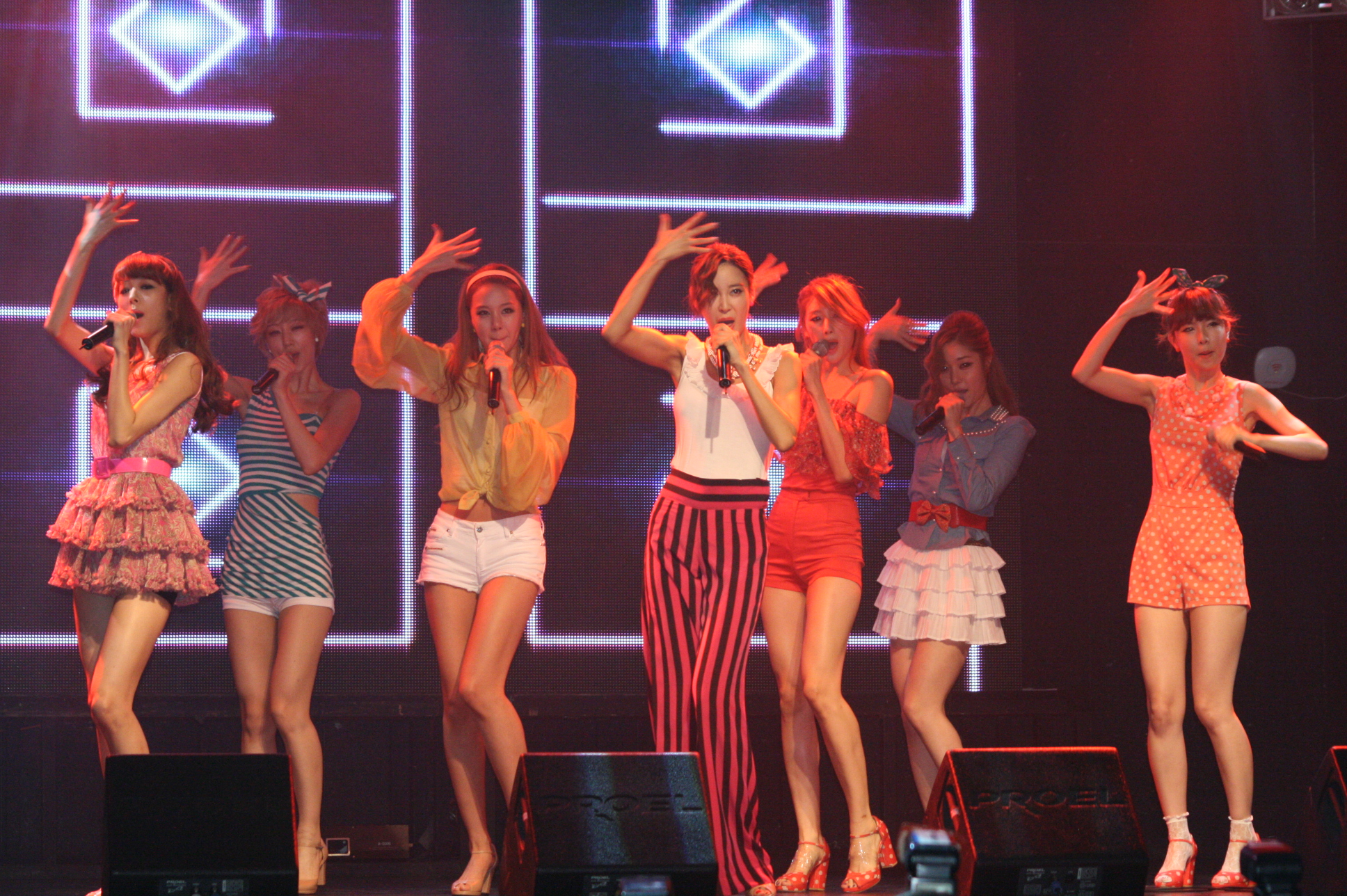
2011년 《Firgao》 발매기념 쇼케이스 및 기자간담회에서 나인뮤지스.

2011년 2월 11일 나인뮤지스의 멤버 라나, 비니, 이유애린이 팀 활동 중단 선언을 하였다. 이로 인해 나인뮤지스는 9인조에서 6인조로 축소되었다. 그러나 이에 대해 소속사 스타제국 측은 탈퇴가 아닌 개별 활동 집중하는 것이라고 해명하였다. 2월 23일 멤버 라나, 비니, 이유애린은 팀 활동은 중단하나 소속사 스타제국과의 계약은 유지하는 것으로 결정하였다.

### 2011-12: 피가로와 개편
2011년 6월 9일 나인뮤지스는 멤버 이유애린이 팀 활동에 복귀함에 따라 라나, 비니를 제외하고 7인조 유닛 활동으로 컴백한다고 밝혔다. 8월 11일 멤버 라나와 비니가 활동중단이 아닌 팀을 공식적으로 탈퇴하였다. 소속사 스타제국 측은 "라나와 비니가 개인 활동을 하길 원해서 이미 소속사와 협의 하에 팀을 떠났다"고 밝혔다. 8월 17일 나인뮤지스는 디지털 싱글 《Figaro》 발매 전 서울특별시 마포구 서교동 V홀에서 쇼케이스를 진행하였다. 나인뮤지스는 8월 18일 Mnet 《엠카운트다운》을 시작으로 활동을 재개하였다. 9월 25일 나인뮤지스는 SBS 《생방송 인기가요》를 통해 활동을 마무리하고 후속곡 작업을 진행하였다. 또한 스타제국 측은 "조만간 2명을 더 충원해 9명을 활동을 이어갈 계획이다"라고 밝혔다.
2011년 12월 28일 나인뮤지스는 새 멤버 경리를 영입할 것이라 밝혔다. 2012년 1월 2일 나인뮤지스는 단체 티저 이미지, 1월 4일 타블로이드 티저 이미지, 1월 5일 개인 티저 이미지를 순차적으로 공개하였다. 1월 6일 나인뮤지스는 디지털 싱글 〈News〉 뮤직비디오 티저를 공개하였다. 1월 12일 자정 나인뮤지스는 전 음원사이트를 통해 〈News〉의 음원과 뮤직비디오를 공개하였다. 또한 같은 날 오후 6시 나인뮤지스는 Mnet 《엠카운트다운》에서 〈News〉를 최초로 공개하였다. 2월 19일 나인뮤지스는 SBS 《생방송 인기가요》에서 두 번째 디지털 싱글 《News》의 활동을 마무리하였다.

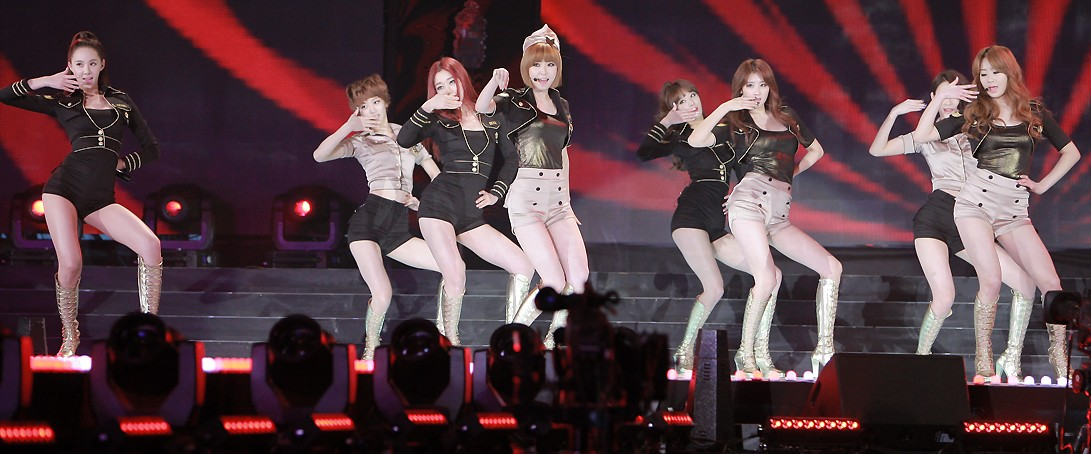
2012년 서울 K컬렉션에서 나인뮤지스.

2012년 3월 2일 나인뮤지스는 디지털 싱글 《News》 활동 종료 이후 3주 만에 활동을 재개할 것을 밝혔다. 또한 멤버 이유애린의 개인 티저 이미지를 공개하며, 새 앨범의 발매일과 타이틀곡의 곡명 〈Ticket〉을 공개하였다. 3월 5일 나인뮤지스는 첫 번째 미니앨범 《Sweet Rendezvous》의 앨범 자켓 이미지를 공개하였다. 3월 6일 나인뮤지스는 공식 유튜브 채널을 통해 30초 가량의 〈Ticket〉 뮤직비디오 티저를 공개하였다. 3월 8일 나인뮤지스는 전 음원사이트를 통해 첫 번째 미니앨범 《Sweet Rendezvous》를 공개하였으며, 같은 날 오후 6시 Mnet 《엠카운트다운》을 통해 타이틀곡 〈Ticket〉을 최초 공개하였다. 나인뮤지스는 2011년 8월부터 디지털 싱글 《Figaro》, 《News》, 미니앨범 《Sweet Rendezvous》를 연속적으로 발매하며 나인뮤지스의 인기를 크게 끌어올렸다.

### 2013-14: 가파른 성장세와 위기
2013년 1월 10일 나인뮤지스의 소속사 스타제국은 나인뮤지스가 오는 1월 24일 새 싱글을 발매하며 새 멤버 성아를 영입하여 데뷔 3년 만에 다시 9인조로 재정비하여 컴백한다고 밝혔다. 성아는 이미 소속사 스타제국이 나인뮤지스 결성 당시 연습생으로 활동하였다가 개인적 사정으로 데뷔를 못한 것으로도 알려져 있었다. 또한 소속사 스타제국에서 공식 발표한 성아의 나인뮤지스 영입은 2013년 1월이지만 성아는 이미 2012년 7월부터 멤버로서 공연과 비공식 행사에 참여하고 있었다. 1월 11일 나인뮤지스는 새 싱글 단체 티저 이미지를 공개하였다. 또한 새 싱글 타이틀곡 〈DOLLS (나인뮤지스의 싱글)|DOLLS〉의 곡명과 정보 및 '다크 뮤지스'와 '화이트 뮤지스'의 컨셉트를 함께 공개하였다. 1월 16일 나인뮤지스는 뮤직비디오 스포일러 컷, 1월 17일 현아, 은지, 성아, 경리의 다크 뮤지스 티저 이미지,, 1월 18일 세라, 이샘, 이유애린, 혜미, 민하의 화이트 뮤지스 티저 이미지를 공개하였다. 1월 22일 나인뮤지스는 경기도 파주시 대한민국 육군 제1보병사단에서 싱글 《DOLLS》 발매 기념 쇼케이스 및 기자간담회를 진행하였다. 나인뮤지스는 쇼케이스를 통해 대한민국 가요계 최초로 군부대에서 컴백하였다. 1월 24일 나인뮤지스는 두 번째 싱글 《DOLLS》를 발매하고 Mnet 《엠카운트다운》을 통해 컴백하였다. 또한 작곡팀 스윗튠이 무대 컨셉에 전격적으로 참여하게 되면서 기존에 가져왔던 컨셉인 성숙, 노출, 섹시, 선정성 등을 버리고 모더니즘, 큐티, 러블리 등의 컨셉트로 오히려 기대 이상의 흥행을 거두게 되었다.

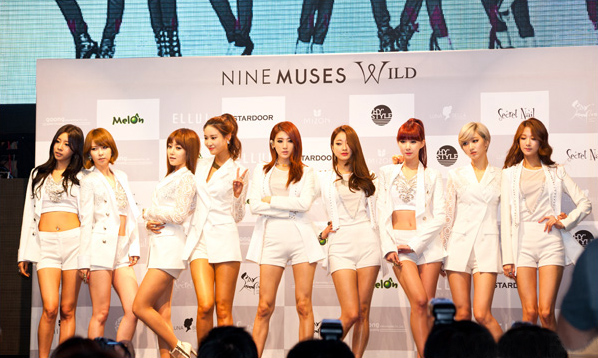
2013년 《WILD》 발매기념 쇼케이스 및 기자간담회에서 나인뮤지스.

2013년 5월 1일 나인뮤지스는 멤버 이유애린의 개인 티저 이미지 공개를 통해 새 미니앨범 《WILD》의 컴백 사실을 밝혔다. 또한 소속사 스타제국은 5월 1일부터 컴백 당일까지 총 9일 간의 기간 동안 오! 나인 프로젝트의 컴백 프로모션 일정을 공개하였다. 5월 2일 나인뮤지스는 〈와일드 (Wild)〉 뮤직비디오 스포일러 컷을 공개하였다. 5월 3일 나인뮤지스는 새 미니앨범 《WILD》의 앨범 자켓 이미지를 공개하였으며, 멤버 이샘과 경리의 개인 티저 이미지를 공개하였다. 5월 4일 나인뮤지스는 멤버 경리와 혜미의 앨범 자켓 촬영장 비하인드 컷을 공개하였다. 5월 5일 나인뮤지스는 포인트 안무 이미지 컷을 통해 '눈썹춤'을 공개하였다. 5월 6일 나인뮤지스는 〈와일드 (Wild)〉의 뮤직비디오 티저를 공개하였다. 그러나 뮤직비디오 티저가 Mnet 방송심의 결과 청소년 관람불가 판정을 받아 선정성 논란이 일었다. 5월 7일 나인뮤지스는 개인 신체 부분컷을 공개하였다. 5월 8일 나인뮤지스는 서울특별시 강남구 청담동 클럽 엘루이에서 새 미니앨범 《WILD》 발매기념 쇼케이스를 진행하였다. 5월 9일 나인뮤지스는 두 번째 미니 앨범 《WILD》를 발매하고 Mnet 《엠카운트다운》을 통해 컴백하였다. 6월 23일 나인뮤지스는 7주 간의 활동기를 가진 뒤 SBS 《인기가요》를 통해 활동을 마무리하였다.

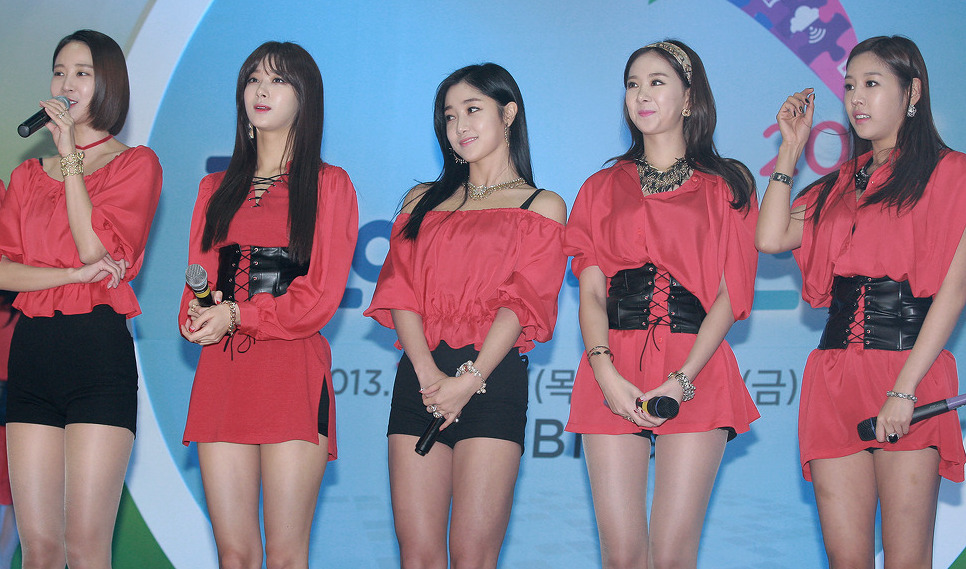
2013년 코엑스에서 나인뮤지스.

2013년 9월 26일 자정 나인뮤지스는 정규 앨범 《PRIMA DONNA》의 발매 소식과 함께 트랙리스트를 공개하였다. 10월 1일 나인뮤지스는 공식 유튜브 채널을 통해 매시업 영상을 공개하며 타이틀곡 〈건 (GUN)〉을 일부 공개하였다. 또한 같은 날 그룹 이미지 티저를 공개하였으며, 10월 4일 나인뮤지스는 개인 이미지 티저를 공개하였다. 10월 8일 나인뮤지스는 〈건 (GUN)〉 뮤직비디오 티저를 공개하였다. 10월 9일 나인뮤지스는 타 가수와는 차별화된 팬들과의 만남인 '마인들과 함께하는 가을 소풍'을 기획해 팬들과의 소통과 대화에 나섰다. 10월 10일 나인뮤지스는 정규 앨범 《PRIMA DONNA》의 타이틀곡 〈건 (GUN)〉을 제외한 전곡의 하이라이트 메들리 영상을 공개하였다. 나인뮤지스는 10월 10일 Mnet 《엠카운트다운》, 10월 11일 KBS2 《뮤직뱅크》, 10월 12일 MBC 《쇼! 음악중심》 10월 13일 SBS 《생방송 인기가요》에서 컴백 활동을 시작하였다. 10월 14일 나인뮤지스는 첫주차 컴백 활동을 마무리한 뒤 《PRIMA DONNA》의 음원과 음반, 뮤직비디오를 공개하였다. 타이틀곡 <건 (GUN)>은 발매와 동시에 대한민국과 중국에서 동시에 각종 음원차트에서 상위권에 순위되며 컴백 대란 속에서도 굳건한 모습을 보였다. 특히 중국의 최대 동영상 사이트 인위에타이의 V차트에서 2위에 순위되었다. 나인뮤지스는 발매 이후에도 10월 17일 멤버 현아의 뮤직비디오 비하인드 컷, 10월 22일 〈건 (GUN)〉의 안무 연습 영상, 10월 30일 멤버 세라와 성아의 앨범 자켓촬영 비하인드 컷을 공개하며 프로모션 일정을 이어나갔다.
2013년 11월 27일 나인뮤지스는 디지털 싱글 《GLUE》의 발매 소식을 전하며 티저 포스터를 공개하였다. 11월 29일 나인뮤지스는 공식 유튜브 채널을 통해 〈글루 (Glue)〉 뮤직비디오 티저를 공개하였다. 12월 2일 나인뮤지스는 멤버 세라, 이샘, 성아, 경리의 개인 이미지 티저를 공개하였고, 12월 3일 멤버 현아, 이유애린, 은지, 혜미, 민하의 개인 이미지 티저를 순차적으로 공개하였다. 12월 4일 정오 나인뮤지스는 디지털 싱글 《GLUE》를 발매하고, 〈글루 (Glue)〉 뮤직비디오를 공개하였다. 〈글루 (Glue)〉의 뮤직비디오는 나인뮤지스 사상 최단시간 내에 백만 건의 조회수를 기록하면서 나인뮤지스의 인지도가 상승했다는 것을 보여주었다. 나인뮤지스는 12월 5일 Mnet 《엠카운트다운》에서의 최초공개를 시작으로 컴백 활동을 이어갔다. 12월 10일 나인뮤지스는 공식 유튜브 채널을 통해 〈글루 (Glue)〉의 안무 연습 영상을 공개하였다. 12월 22일 나인뮤지스는 SBS 《생방송 인기가요》를 통해 활동을 마무리하였다. 12월 29일 나인뮤지스는 SBS 가요대전에 출연하여 2013년 활동을 마무리지었다.
2013년 나인뮤지스는 정규 앨범 《PRIMA DONNA》, EP 《WILD》, 싱글 《DOLLS》, 디지털 싱글 《GLUE》 등 네 장의 음반을 연속적으로 발매하며 인지도를 적극 높였다. 데뷔 연도인 2011년 이후 오랜만에 9인조로 재정비되어 더욱 향상된 모습을 보여왔다. 또한 나인뮤지스는 12월 19일 SBS 가요대전에 출연하여 데뷔 이후 처음으로 연말 시상식에 참가하게 되었다. 디지털 싱글 《GLUE》의 뮤직비디오는 미국 빌보드에서 Hot 10 Sexiest K-Pop Videos of 2013에 8위에 선정되어 화제가 되었다.
2014년 1월 29일 멤버 이샘과 은지가 나인뮤지스를 탈퇴하였다. 소속사 스타제국은 기존 재경, 라나, 비니의 탈퇴와 다르게 '졸업'의 용어를 사용하였다. 이샘과 은지는 나인뮤지스 탈퇴 이후에도 소속사 스타제국에 잔류하였다. 또한 탈퇴 소식과 함께 나인뮤지스 졸업 기념 단체 이미지를 공개하였다. 나인뮤지스는 이로 인해 다시 7인조로 축소되었고, 개인 활동에 집중하는 모습을 보였다. 또한 6월 4일 리더 세라가 소속사 스타제국과의 계약 만료로 나인뮤지스를 공식 탈퇴하여, 나인뮤지스는 7인조에서 6인조로 축소되었다. 나인뮤지스는 2013년 가파른 성장세가 무색할 정도로, 갑작스러운 세 명의 멤버 탈퇴로 인해 팀 존속에 대한 우려의 시선을 받았다. 나인뮤지스의 소속사 스타제국은 새 멤버를 영입하여 8월 활동 예정임을 밝혔다. 2014년 7월 30일 소속사 스타제국은 8월에 잡혀있던 컴백 일정은 새 멤버의 영입과 소속사 측의 문제로 9월로 연기되었다고 보도하였다. 9월 3일 소속사 스타제국은 경리, 제국의 아이들 케빈, 신예 소진을 한 팀으로 한 스타제국 유닛그룹인 네스티네스티를 발표하고 컴백하였다.

### 2014-16: 새로운 나인뮤지스

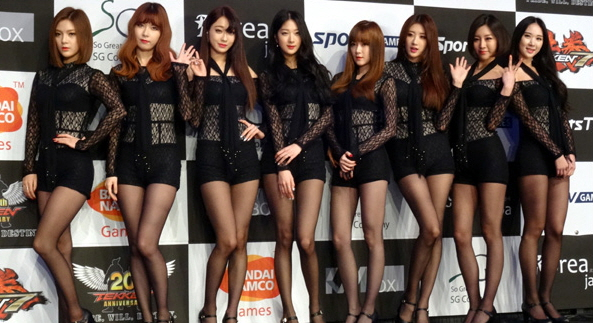
2015년 철권7 VIP 런칭쇼에서 나인뮤지스.

2014년 11월 6일 나인뮤지스는 공식 트위터 계정을 통해 티저 이미지를 공개하였다. 11월 10일 나인뮤지스는 자체제작 웹예능 《나뮤캐스트》의 오프닝 영상을 공식 유튜브 채널을 통해 공개하였다. 12월 17일 나인뮤지스는 새 멤버를 보강해 2015년 1월 컴백을 예정하고 있다고 밝혔다. 2015년 1월 9일 나인뮤지스는 멤버 성아의 새 앨범 티저 이미지와 새 앨범명과 발매일을 공개하였다. 1월 12일 자정 나인뮤지스는 그룹 티저 이미지를 공개하였고, 정오 새 멤버 소진, 금조를 공개하였다. 또한 1월 13일 나인뮤지스는 웹예능 《나뮤캐스트》를 통해 멤버 소진, 금조을 영상으로 공개하였다. 1월 14일 나인뮤지스는 멤버 현아, 성아, 경리, 민하의 개인 티저 이미지를 공개하였다. 다음 날 1월 14일 나인뮤지스는 멤버 혜미, 이유애린, 소진, 금조의 개인 티저 이미지를 공개하였다. 1월 15일 나인뮤지스는 공식 유튜브 채널을 통해 새 멤버 소진의 프로모션 영상을 공개하였고, 1월 16일 멤버 금조의 프로모션 영상을 공개하였다. 1월 17일 나인뮤지스는 새 미니앨범의 타이틀곡 〈DRAMA〉의 뮤직비디오 티저를 공개하였다. 또한 1월 19일 나인뮤지스는 두 번째 뮤직비디오 티저를 공개하였다. 1월 20일 나인뮤지스는 웹예능 《나뮤캐스트》를 통해 새 미니앨범 《DRAMA》의 수록곡 〈9월 17일〉을 선공개하였다. 1월 21일 나인뮤지스는 새 미니앨범 《DRAMA》 발매 전 서울특별시 광진구 악스홀에서 미니앨범 《DRAMA》발매 기념 쇼케이스 및 기자간담회를 진행하였다. 1월 22일 나인뮤지스는 Mnet 《엠카운트다운》에서 앨범 발매 전 〈Dance Intro〉와 타이틀곡 〈DRAMA〉를 방송에서 최초 공개하였다. 1월 23일 나인뮤지스는 음원사이트를 통해 새 미니앨범 《DRAMA》의 전곡을 공개하였고, 공식 유튜브 채널을 통해 〈DRAMA〉의 뮤직비디오를 공개하였다. 이후 나인뮤지스는 1월 23일 KBS2 《뮤직뱅크》에서 〈DRAMA〉와 〈9월 17일〉, 1월 24일 MBC 《쇼! 음악중심》에서 〈DRAMA〉와 〈PILOT EPISODE〉, 1월 25일 SBS 《생방송 인기가요》에서 〈DRAMA〉를 순차적으로 공개하며 컴백 무대를 진행하였다. 1월 24일 나인뮤지스는 공식 유튜브 채널을 통해 타이틀곡 〈DRAMA〉의 안무 연습 영상을 공개하며 프로모션 일정을 이어갔다. 또한 1월 28일 나인뮤지스는 공식 트위터 계정을 통해 멤버 경리의 티저 이미지 B컷을 공개하였다.
나인뮤지스는 걸 그룹으로는 이례적으로 미니앨범 《DRAMA》 활동을 8주 동안 진행하며, 가수로서도 대중적으로도 성공적으로 활동을 마무리하였다. 나인뮤지스는 앨범 발매 한 달여가 지난 이후에도 Mnet 《엠카운트다운》에서 4위에 순위되었으며, 음원차트는 물론 음반차트에서도 건재하였다. 또한 1월 27일 나인뮤지스는 SBS MTV 《더 쇼》에서 첫 1위 후보에 순위되었다. 뚜렷한 성과가 있었던 반면 나인뮤지스는 티저 이미지의 표절 논란이 붉어져 잡지 《W》와 사진작가 홍장현 측에 사과문을 전하였다. 특히 이는 사과문 발표 이전에 소속사 스타제국 측의 해명과 사과문이 상반되어 더욱 논란이 되었다. 또한 타이틀곡 〈DRAMA〉의 일부 안무가 선정성이 제기되어 2주차 활동부터는 일부 안무가 수정되어 무대를 진행하였다. 나인뮤지스의 멤버 현아는 텐아시아와의 인터뷰를 통해 〈DRAMA〉 활동을 "100점 만점에 95점"이라 표현하며 만족감을 간접적으로 표현하였다.

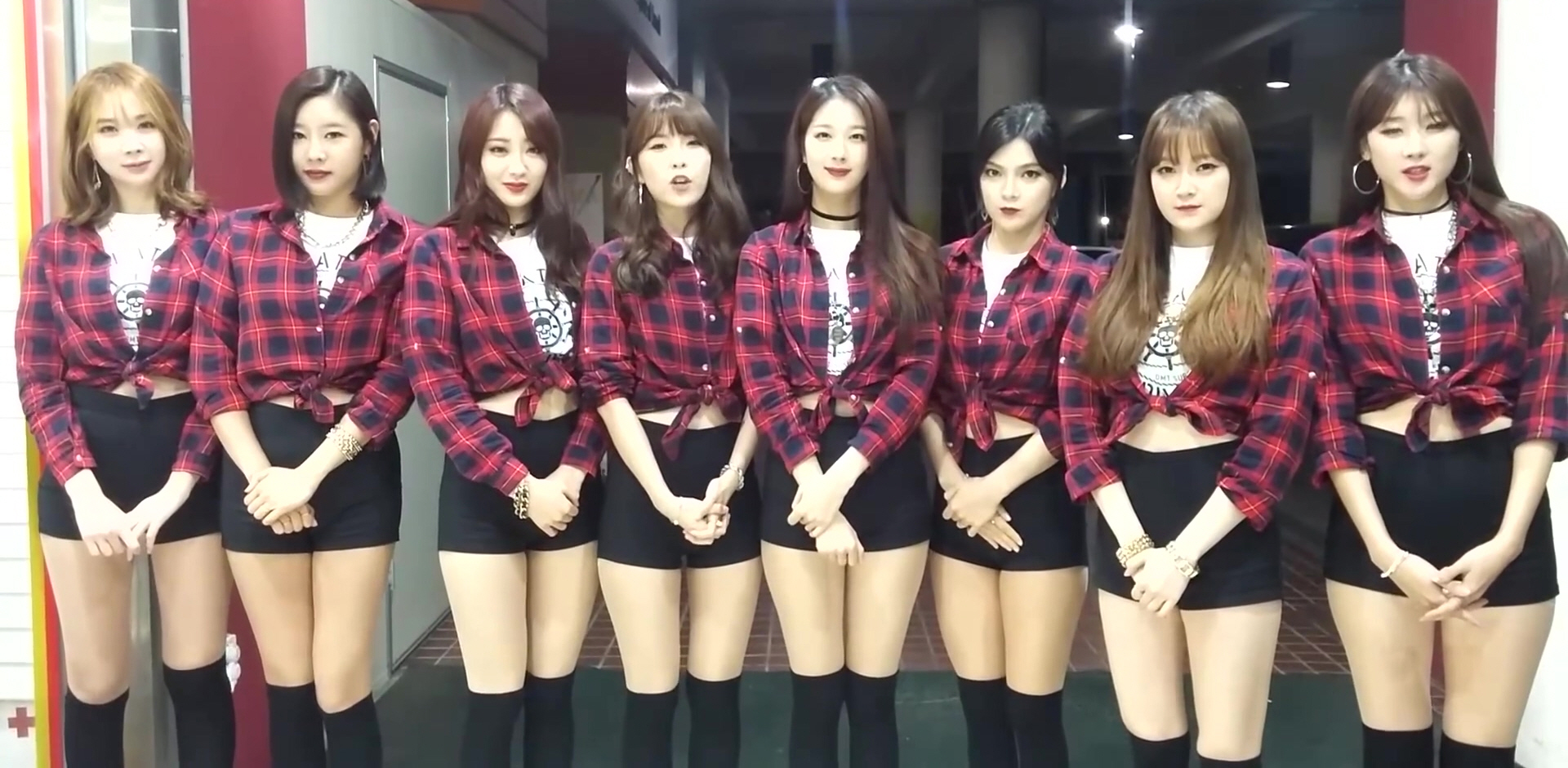
2015년 서울종합예술실용학교에서 나인뮤지스.

2015년 6월 4일 나인뮤지스의 소속사 스타제국은 언론사와의 인터뷰를 통해 나인뮤지스의 7월 컴백을 밝혔다. 나인뮤지스는 앨범 발매에 앞서 웹예능 《나뮤캐스트 시즌2》를 통해 컴백 초읽기에 돌입하였다. 6월 16일 나인뮤지스는 웹예능 《나뮤캐스트 시즌2》를 통해 새 미니앨범의 타이틀곡의 곡명 〈다쳐〉를 공개하였다. 6월 17일 나인뮤지스는 멤버 이유애린의 개인 티저 이미지를 공개하였다. 6월 18일 나인뮤지스는 멤버 현아, 이유애린, 민하, 소진의 개인 티저 이미지를 공개하였고, 6월 19일 멤버 성아, 경리, 혜미, 금조의 개인 티저 이미지를 공개하였다. 6월 20일 나인뮤지스는 멤버 혜미와 민하의 비하인드 컷을 공개하였으며, 6월 23일 멤버 이유애린, 6월 24일 민하의 뮤직비디오 스포일러 사진을 공개하였다. 6월 23일 나인뮤지스는 공식 유튜브 채널을 통해 〈다쳐〉의 뮤직비디오 티저를 공개하였고, 6월 25일 두 번째 뮤직비디오 티저를 공개하였다. 6월 26일 나인뮤지스는 새 미니앨범 《9MUSES S/S EDITION》의 전곡 프리뷰 영상을 공개하였다. 6월 29일 나인뮤지스는 멤버 혜미의 〈다쳐〉 개인 뮤직비디오 티저를 공개하였다. 7월 2일 자정 나인뮤지스는 음원사이트를 통해 새 미니앨범 《9MUSES S/S EDITION》의 전곡을 공개하였고, 공식 유튜브 채널을 통해 〈다쳐〉의 뮤직비디오를 공개하였다. 또한 같은 날 서울특별시 강남구 청담동 클럽 엘루이에서 《9MUSES S/S EDITION》의 발매 기념 쇼케이스 및 기자간담회를 진행하였다. 7월 3일 나인뮤지스는 KBS2 《뮤직뱅크》에서 타이틀곡 〈다쳐〉를 방송에서 최초 공개하였다. 7월 10일 나인뮤지스는 미국의 음악 잡지 빌보드 월드 앨범 차트에서 8위를 기록하였다.

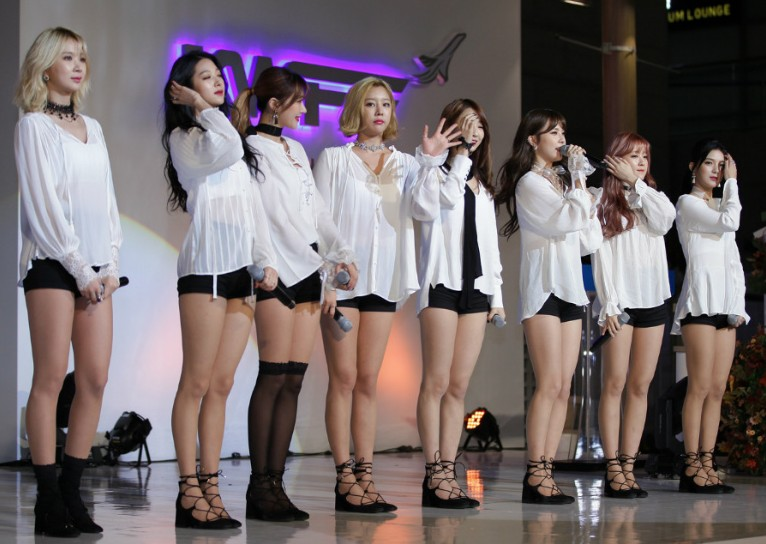
2015년 한류패션페스티벌에서 나인뮤지스.

2015년 11월 7일부터 1월 10일 4일간 나인뮤지스는 멤버별 개인 컴백 스포일러 영상을 공개하였다. 11월 11일 나인뮤지스는 컴백 티저 이미지 공개에 앞서 멤버 성아의 발목 부상 소식을 밝혔다. 11월 12일 나인뮤지스는 멤버 이유애린의 개인 티저 이미지와 새 미니앨범의 타이틀곡 〈잠은 안오고 배는 고프고〉의 곡명을 공개하였다. 또한 멤버 성아가 부상으로 컴백에 참여 못 할 것으로 예상되었으나, 소속사 스타제국 측은 성아의 활동 참여를 위해 안무 수정을 진행 중이라고 밝혔다. 11월 13일 나인뮤지스는 멤버 이유애린의 두 번째 개인 티저 이미지를 공개하였다. 11월 17일 오후 나인뮤지스는 새 미니앨범 《LOST('til the night is over)》의 앨범 자켓 이미지와 개인 티저 이미지를 공개하였고, 또한 11월 19일 멤버 경리의 개인 티저 이미지 B컷을 공개하였다. 11월 21일 나인뮤지스는 공식 유튜브 채널을 통해 〈잠은 안오고 배는 고프고〉 뮤직비디오 티저를 공개하였다. 11월 24일 나인뮤지스는 새 미니앨범 《LOST('til the night is over)》 발매에 앞서 네이버 V앱을 통해 《나인뮤지스 컴백 카운트다운 라이브》를 진행하였다. 이를 통해 나인뮤지스는 타이틀곡 〈잠은 안오고 배는 고프고〉의 무대를 최초 공개하였다. 11월 24일 나인뮤지스는 음원사이트를 통해 새 미니앨범 《LOST('til the night is over)》의 전곡을 공개하였고, 공식 유튜브 채널을 통해 〈잠은 안오고 배는 고프고〉의 뮤직비디오를 공개하였다. 또한 같은 날 나인뮤지스는 SBS MTV 《더 쇼》에 출연해 방송을 통해 〈잠은 안오고 배는 고프고〉를 최초로 공개하였다. 12월 20일 나인뮤지스는 SBS 《생방송 인기가요》를 통해 〈잠은 안오고 배는 고프고〉의 활동을 마무리하였다.
2016년 1월 7일 나인뮤지스는 첫 단독 콘서트 《MUSE IN THE CITY》의 공연명과 공식 포스터를 공개하였다. 1월 8일 나인뮤지스는 공식 유튜브 채널과 네이버 V 앱을 통해 콘서트 《MUSE IN THE CITY》의 포스터 촬영 현장 메이킹 영상을 공개하였다. 또한 나인뮤지스의 소속사 스타제국은 나인뮤지스의 3월 말 컴백 소식을 밝혔다. 콘서트 《MUSE IN THE CITY》는 예스24를 통해 1월 12일 팬클럽 'MINE'의 선예매, 1월 15일 일반 예매를 진행하였다. 콘서트 《MUSE IN THE CITY》는 예매 시작 10분 만에 전 좌석이 매진되어 예매를 종료하였다. 2월 19일 오후 8시 나인뮤지스는 서울특별시 광진구 군자동 서울 어린이대공원 와팝홀에서 단독 콘서트 《MUSE IN THE CITY》를 진행하였다. 콘서트를 통해 약 2천여명의 관객이 동원되었다. 2월 27일 나인뮤지스는 첫 단독 콘서트 《MUSE IN THE CITY》와 동명의 이름으로 중국 상하이에서 단독 팬미팅을 진행하였다. 6월 8일 소속사 스타제국은 멤버 이유애린과 민하의 그룹 탈퇴를 발표했다. 이유애린과 민하는 소속사 스타제국과의 계약 만료로 인해 나인뮤지스를 탈퇴하게 되었다. 이로 인해 나인뮤지스는 8인조에서 6인조로 축소되었다.

### 2016-2017: 나인뮤지스A

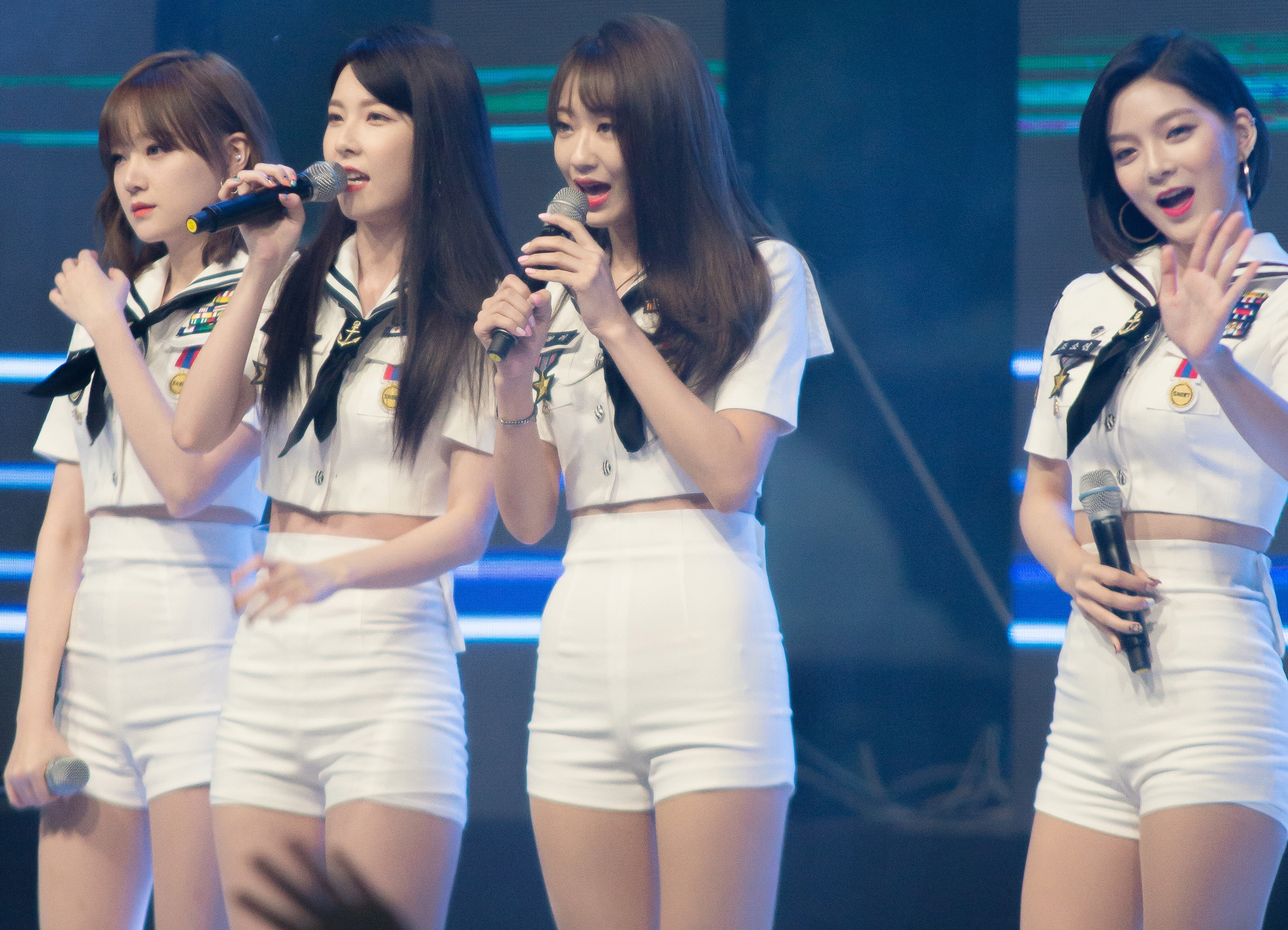
2016년 순천향대학교에서 나인뮤지스A

2016년 7월 소속사 스타제국은 나인뮤지스가 유닛 그룹으로 8월 중 컴백할 것을 밝혔다. 7월 21일 나인뮤지스는 공식 유튜브 채널을 통해서 유닛 그룹의 컴백 트레일러를 기습적으로 공개하였다. 또한 영상을 통해 나인뮤지스의 유닛 그룹명인 나인뮤지스A를 공개하였다. 다음 날 7월 22일 나인뮤지스는 공식 SNS 채널을 통해 나인뮤지스A의 티저 이미지와 정보를 공개하였다. 나인뮤지스A의 멤버는 경리, 혜미, 소진, 금조로 구성되어있으며, 그룹명은 'Nine Muses Amuse'에서 유래하였다고 밝혔다. 7월 26일 나인뮤지스는 나인뮤지스A의 데뷔 싱글 《MUSES DIARY》의 트랙리스트를 공개하였다. 7월 27일 나인뮤지스는 타이틀곡 〈입술에 입술 (Lip 2 Lip)〉의 그룹 티저 이미지를 공개하였으며, 네이버 V앱을 통해 나인뮤지스A로서 첫 V라이브를 진행하였다. 6월 28일 멤버 소진과 금조의 개인 및 유닛 티저 이미지와 포지션을 공개하였으며, 6월 29일 멤버 경리, 혜미의 티저 이미지 및 포지션도 공개되었다. 8월 2일 나인뮤지스는 공식 유튜브 채널을 통해 나인뮤지스A의 데뷔 타이틀곡 〈입술에 입술 (Lip 2 Lip)〉의 뮤직비디어 티저 영상을 공개하였다. 8월 3일 나인뮤지스는 나인뮤지스A의 뮤직비디오 촬영 현장 비하인드컷을 공개하였다. 8월 4일 나인뮤지스는 낮 12시 데뷔 싱글 공개에 앞서, 네이버 V앱을 통해 데뷔 싱글 타이틀곡 〈입술에 입술 (Lip 2 Lip)〉의 뮤직비디오를 자정 12시에 선공개하였다. 같은 날 나인뮤지스는 서울특별시 도봉구 플랫폼창동61에서 데뷔 싱글 발매 기념 쇼케이스를 진행하였다. 나인뮤지스는 유닛 그룹 나인뮤지스A 활동을 통해 데뷔 후 처음으로 음반 판매량 만 장 이상을 기록했으며, 이로 인해 가온 앨범 차트의 4위를 기록하였다. 나인뮤지스는 9월 4일 나인뮤지스A의 활동을 종료하고 다시 공백기에 돌입했다. 이 시기 멤버 현아는 소속사 스타제국과의 계약만료로 인해 나인뮤지스를 탈퇴하였다.
2017년 4월 28일 소속사 스타제국은 나인뮤지스의 유닛 그룹 나인뮤지스A의 새 음반 발매 계획을 발표하였다. 6월 1일 나인뮤지스의 공식 유튜브 채널을 통해 나인뮤지스의 컴백 티저를 공개하였으며, 컨셉 포토 및 뮤직비디오 티저 공개일 등이 명시된 프로모션 일정표도 함께 공개하였다. 또한 새 컴백 트레일러에는 기존의 소속사 측에서 발표한 유닛 그룹 나인뮤지스A의 컴백이 아닌 사실상 나인뮤지스a체제로 컴백을 발표하였다. 다만 멤버 손성아를 제외한 나인뮤지스A의 멤버로만 구성된 완전체로 나인뮤지스가 컴백할 것을 밝혔다. 이와 관련해 소속사 스타제국은 멤버 손성아의 탈퇴가 아닌 개인활동 집중 및 학업으로 인한 잠정 활동 중단임을 밝혔다. 6월 2일 자정 나인뮤지스의 공식 유튜브와 네이버 TV 채널을 통해 컴백 트레일러를 공개하였다. 또한 나인뮤지스의 공식 인스타그램 계정을 통해 새 미니앨범의 컨셉 포스터를 공개하였다. 6월 3일 나인뮤지스는 새 미니앨범의 트랙리스트를 공개하였다. 6월 5일 나인뮤지스는 네이버 뮤직을 통해 첫 번째 컨셉 포토와 새 앨범 커버를 단독 공개하였다. 6월 6일 나인뮤지스는 순차적으로 두 번째 컨셉 포토를 공개하였으며, 6월 7일 마지막 컨셉 포토를 공개하였다. 6월 12일 나인뮤지스는 멤버 금조의 뮤직비디오 개인 티저 공개를 시작으로,, 6월 13일 멤버 혜미, 6월 14일 멤버 소진,, 6월 15일 멤버 경리의 뮤직비디오 개인 티저를 모두 공개하였다. 6월 16일 나인뮤지스는 타이틀곡 〈기억해〉의 뮤직비디오 그룹 티저를 공개하였다. 또한 다음 날 6월 17일 나인뮤지스는 새 미니앨범 《MUSES DIARY PART.2 : IDENTITY》의 타이틀곡 및 수록곡의 하이라이트 메들리 프리뷰 영상을 공개하였다. 6월 19일 나인뮤지스는 새 미니 앨범 공개에 앞서 서울특별시 마포구 서교동 예스24무브홀에서 새 미니앨범 발매기념 프레스 쇼케이스를 개최하였다. 6월 19일 오후 6시 나인뮤지스는 전 음원 사이트를 통해 새 미니앨범 《MUSES DIARY PART.2 : IDENTITY》의 전곡을 공개와 동시에 타이틀곡 〈기억해〉의 뮤직비디오를 공개하였다. 또한 나인뮤지스는 같은 날 오후 9시 팬을 대상으로 한 새 미니앨범 발매기념 쇼케이스를 개최하였고 이는 네이버 V LIVE를 통해 전세계에 공개되었다. 나인뮤지스는 6월 20일 SBS MTV 《더 쇼》 최초공개를 시작으로, MBC 뮤직 《쇼! 챔피언》, Mnet 《엠카운트다운》, KBS2 《뮤직뱅크》, MBC 《쇼! 음악중심》, SBS 《인기가요》에서 타이틀곡 〈기억해〉의 컴백 무대를 성공적으로 마무리하였다. 6월 27일 나인뮤지스는 SBS MTV 《더 쇼》의 1위 후보에 선정되었으나, 마마무와 티아라에 아쉽게 밀려 3위에 선정되었다. 또한 Mnet 《엠카운트다운》 TOP 10, MBC 뮤직 《쇼 챔피언》 14위에 선정되었다. 7월 14일 나인뮤지스는 KBS2 《뮤직뱅크》를 끝으로 《MUSES DIARY PART.2 : IDENTITY》의 활동을 마무리하였다.
나인뮤지스는 새 미니 앨범 《MUSES DIARY PART.2 : IDENTITY》를 공개하며 활발한 활동을 보였다. 먼저 6월 13일 나인뮤지스는 두 번째 단독 콘서트 《RE:MINE》의 포스터와 개최 소식을 공개하였다. 콘서트 《RE:MINE》은 6월 30일 인터파크를 통해 팬클럽 마인을 대상으로 한 선예매를 진행하였으며, 7월 3일 오후 8시 일반 예매를 진행하였다. 6월 29일 나인뮤지스는 소속사 스타제국의 네이버 TV 공식 채널을 통해 웹예능 《나뮤캐스트 시즌3》의 예고편을 공개하였다. 특히 《나뮤캐스트 시즌3》는 소속사 스타제국에서 자체제작하는 것이 아닌 온라인 방송 플랫폼 BSP TV가 제작하는 것으로 공개되었다. 또한 6월 23일 멤버 혜미가 소속사 스타제국과의 재계약을 체결하여 원년 멤버로서 유일하게 나인뮤지스에 잔류하게 되었다. 7월 6일 나인뮤지스는 공식 유튜브 채널을 통해 콘서트 《RE:MINE》의 포스터 촬영 비하인드 영상을 공개하였다. 7월 11일 나인뮤지스는 콘서트 《RE:MINE》에서 신곡을 공개할 것을 밝혔다. 7월 19일 나인뮤지스는 네이버 V앱 채널을 통해 8월 3일 발매 예정인 새 리패키지 앨범 《MUSES DIARY PART.3 : LOVE CITY》의 컴백 트레일러 영상을 공개하였다. 또한 《MUSES DIARY PART.3 : LOVE CITY》는 나인뮤지스가 데뷔 이후 처음 발매하는 리패키지 앨범으로 대중의 관심을 받았다. 7월 20일 나인뮤지스는 새 리팩키지 앨범의 타이틀곡 〈LOVE CITY>의 작사를 멤버 경리와 소진이 함께 참여하였다고 밝혔다. 또한 <LOVE CITY>의 뮤직비디오를 촬영 중임을 밝혔다. 7월 29일 나인뮤지스는 두 번째 콘서트 《RE:MINE》을 진행하였다. 약 삼 천 여명의 관객이 모였다.

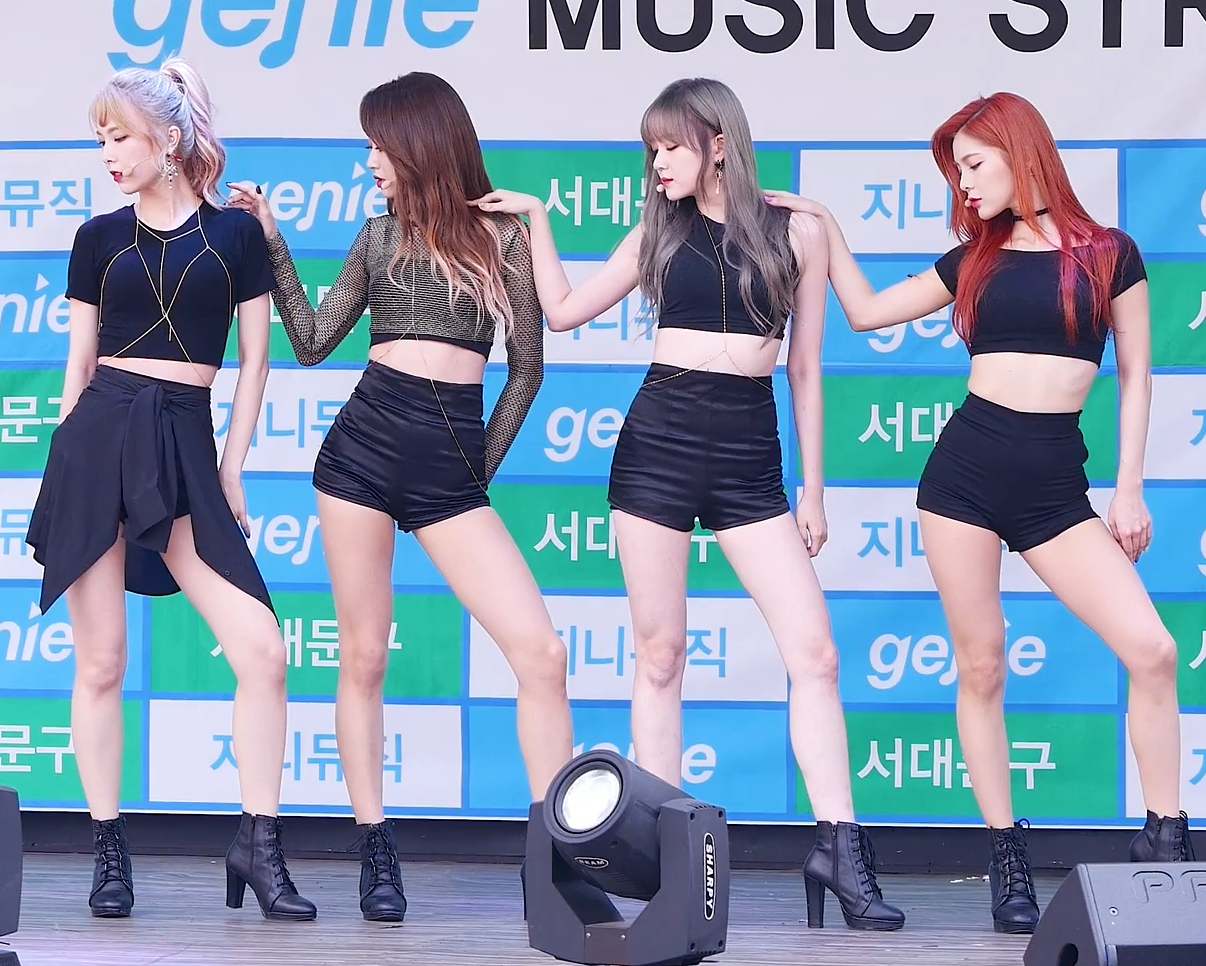
2017년 연세로 뮤직스트리트에서 나인뮤지스

8월 3일 오후 6시 나인뮤지스는 여섯 번째 미니앨범 《MUSES DIARY PART.2 : IDENTITY》의 리패키지 앨범 《MUSES DIARY PART.3 : LOVE CITY》를 발매하였다. 같은 날 Mnet 《엠카운트다운》을 통해 타이틀곡 〈러브시티 (Love City)〉의 무대를 최초로 공개하였다. 이후 8월 11일 아리랑 TV 《Simply K-Pop》을 통해 마지막 방송을 끝으로 리패키지 앨범의 활동을 마무리하였다.

### 2018~19: 개인 활동 및 해체
2018년 2월 2일 멤버 경리가 소속사 스타제국과 재계약을 체결하였다. 이는 멤버 혜미에 이어 나인뮤지스의 일원으로는 두 번째 재계약이다. 5월 23일 나인뮤지스는 매거진 《텐아시아》 6월호의 표지 모델로 출연하였다. 나인뮤지스는 《텐아시아》와의 인터뷰를 통해 "계절감을 잘 살린 음반을 준비하고 있다."라며 곧 컴백할 것을 밝혔다. 이 시기 나인뮤지는 개인 활동에 집중하며 활동을 이어나갔다. 멤버 경리는 데뷔 이후 처음으로 정식 솔로 음반 《어젯밤》을 발매하며 가수로서의 입지를 쌓았다. 또한 멤버 혜미와 소진은 웹예능, 웹드라마 등에 출연하였으며 금조는 다수의 드라마의 OST를 가창하였다.
8월 4일 나인뮤지스는 데뷔 8주년을 기념하여 단독 팬미팅 《TO. MINE》을 개최하였다. 특히 이는 지난 리패키지 음반 《LOVE CITY》의 활동 이후 약 1년만의 공식적인 활동이라 세간의 주목을 받았다.
2019년 2월 14일 싱글 앨범 《Remember》을 발표하고 2019년 2월 24일 팬미팅을 마지막으로 데뷔 9년만에 해체했다. 전 멤버 문현아, 이유애린, 성아, 민하도 깜짝 출연하였다. 그리고 팬들과 작별인사를 하였다.

### 2025: 팬미팅
2025년 8월 31일, 멤버 표혜미, 경리, 소진, 금조와 전 멤버 문현아, 이유애린, 성아, 민하 8인으로 팬미팅을 개최한다.

## 이전 구성원
| 이름     | 소개 |
| -------- | --- |
| 표혜미   | - 본명 : 표혜미 (表慧美) - 생년월일 : 1991년 4월 3일(34세) - 유닛그룹 : 나인뮤지스A - 활동기간 : 2010년 8월 12일 ~ 2019년 2월 24일   |
| 손성아   | - 본명 : 손성아 (孫成雅) - 생년월일 : 1989년 7월 8일(36세) - 활동기간 : 2013년 1월 24일 ~ 2019년 2월 24일                            |
| 박경리   | - 본명 : 박경리 (朴倞利) - 생년월일 : 1990년 7월 5일(35세) - 유닛그룹 : 나인뮤지스A - 활동기간 : 2012년 1월 12일 ~ 2019년 2월 24일   |
| 조가빈   | - 본명 : 조소진 (趙笑珍) - 생년월일 : 1991년 10월 11일(33세) - 유닛그룹 : 나인뮤지스A - 활동기간 : 2015년 1월 22일 ~ 2019년 2월 24일 |
| 금조     | - 본명 : 이금조 (李金祚) - 생년월일 : 1992년 12월 17일(32세) - 유닛그룹 : 나인뮤지스A - 활동기간 : 2015년 1월 22일 ~ 2019년 2월 24일 |
| 정재경   | - 본명 : 정재경 (鄭在景) - 생년월일 : 1987년 9월 19일(37세) - 활동기간 : 2010년 8월 12일 ~ 2010년 10월 14일                          |
| 김라나   | - 본명 : 김라나 (金羅娜) - 생년월일 : 1985년 6월 26일(40세) - 활동기간 : 2010년 8월 12일 ~ 2011년 8월 11일                           |
| 이혜빈   | - 본명 : 이혜빈 - 생년월일 : 1985년 11월 13일(39세) - 활동기간 : 2010년 8월 12일 ~ 2011년 8월 11일                                   |
| 이샘     | - 본명 : 이현주 (李泫株) - 생년월일 : 1987년 5월 5일(38세) - 활동기간 : 2010년 8월 12일 ~ 2014년 1월 29일                            |
| 박은지   | - 본명 : 박은지 (朴銀㩼) - 생년월일 : 1988년 9월 27일(36세) - 활동기간 : 2010년 8월 12일 ~ 2014년 1월 29일                           |
| 류세라   | - 본명 : 류세라 (柳世羅) - 생년월일 : 1987년 10월 3일(37세) - 활동기간 : 2010년 8월 12일 ~ 2014년 6월 24일                           |
| 이유애린 | - 본명 : 이혜민 (李惠敏) - 생년월일 : 1988년 5월 3일(37세) - 활동기간 : 2010년 8월 12일 ~ 2016년 6월 8일                             |
| 박민하   | - 본명 : 박민하 (朴敏荷) - 생년월일 : 1991년 6월 27일(34세) - 활동기간 : 2010년 8월 12일 ~ 2016년 6월 8일                            |
| 문현아   | - 본명 : 문현아 (文懸雅) - 생년월일 : 1987년 1월 19일(38세) - 활동기간 : 2010년 10월 14일 ~ 2016년 10월 4일                          |

### 멤버 변천사
| 멤버     | 2010년 | 2010년 | 2011년 | 2011년 | 2011년 | 2012년 | 2013년 | 2014년 | 2014년 | 2015년 | 2016년 | 2016년 | 2017년  | 해체    |
| 멤버     | 8월    | 10월   | 2월    | 3월    | 8월    | 1월    | 1월    | 1월    | 6월    | 1월    | 6월    | 10월   | 6월     | 해체    |
| -------- | ------ | ------ | ------ | ------ | ------ | ------ | ------ | ------ | ------ | ------ | ------ | ------ | ------- | ------- |
| 정재경   |        |        |        |        |        |        |        |        |        |        |        |        |         |         |
| 김라나   |        |        |        |        |        |        |        |        |        |        |        |        |         |         |
| 이혜빈   |        |        |        |        |        |        |        |        |        |        |        |        |         |         |
| 이샘     |        |        |        |        |        |        |        |        |        |        |        |        |         |         |
| 박은지   |        |        |        |        |        |        |        |        |        |        |        |        |         |         |
| 류세라   |        |        |        |        |        |        |        |        |        |        |        |        |         |         |
| 이유애린 |        |        |        |        |        |        |        |        |        |        |        |        |         |         |
| 박민하   |        |        |        |        |        |        |        |        |        |        |        |        |         |         |
| 문현아   |        |        |        |        |        |        |        |        |        |        |        |        |         |         |
| 손성아   |        |        |        |        |        |        |        |        |        |        |        |        | [ 204 ] | [ 204 ] |
| 표혜미   |        |        |        |        |        |        |        |        |        |        |        |        |         |         |
| 박경리   |        |        |        |        |        |        |        |        |        |        |        |        |         |         |
| 조가빈   |        |        |        |        |        |        |        |        |        |        |        |        |         |         |
| 금조     |        |        |        |        |        |        |        |        |        |        |        |        |         |         |

## 수상 목록

### 대한민국 문화연예대상
| 연도   | 수상 부분                  | 작품 | 결과 | 기타    |
| ------ | -------------------------- | ---- | ---- | ------- |
| 2010년 | 신세대가요부문 10대 스타상 | 빈칸 | 수상 | [ 205 ] |

### 기타 시상식
| 연도   | 수상 내역                                                  |
| ------ | ---------------------------------------------------------- |
| 2010년 | - 10월 21일 제1회 대한민국 뷰티디자인어워드 뷰티인기스타상 |
| 2013년 | - 1월 15일 제8회 아시아모델시상식 뉴스타상                 |
| 2016년 | - 2월 18일 제22회 대한민국 연예예술상 여자그룹상           |